# Вейдемейер, Иосиф
Иосиф Вейдемейер (нем. Joseph Arnold Weydemeyer, 2 февраля 1818, Мюнстер, Пруссия — 26 августа 1866, Сент-Луис, США) — немецко-американский военный и политический деятель, журналист и марксист, близкий друг Карла Маркса и Фридриха Энгельса.

## Биография
Уроженец Мюнстера, служил в прусской армии в чине лейтенанта артиллерии, но в 1845 оставил военную службу по идейным соображениям. После основания в 1847 Союза коммунистов вёл активную деятельность в его рядах, в 1849-1851 возглавлял ячейку во Франкфурте. Начав как сторонник «истинного социализма» Карла Грюна, стал последователем Маркса и Энгельса, участвовал в работе над их книгой «Немецкая идеология».
Во время революции 1848—1849 был одним из организаторов рабочих союзов и демократических обществ в Вестфалии. Сотрудничал в социалистических изданиях «Westphälisches Dampfboot» и «Neue Rheinische Zeitung», был одним из редакторов последнего. В противостоянии группировки Виллиха-Шаппера с Марксом и Энгельсом был на стороне последних.
Из-за угрозы ареста в 1851 эмигрировал в Швейцарию, затем — в США, где редактировал левую газету «Die Revolution», в которой был напечатан труд Маркса «Восемнадцатое брюмера Луи Бонапарта». Критиковал утопические идеи Вильгельма Вейтлинга; был соучредителем и входил в состав созданных немецкими эмигрантами Пролетарского союза (с 1852) и Американского рабочего союза (с 1853), участвовал в работе нью-йоркского Коммунистического клуба (с 1858). Пытался расширить охват рабочих этими организациями за счет пролетариев не немецкого происхождения, но не достиг особого успеха; когда Американский рабочий союз начал создавать тайную военизированную организацию, чтобы защититься от атак нейтивистов из партии Know Nothing, покинул его.
На выборах 1860 года Вейдемейер и его единомышленники-марксисты поддержали Авраама Линкольна и активно агитировали за него. Накануне конвенции Республиканской партии представители американских немцев встретились в Чикаго, чтобы повлиять на избирательную программу республиканцев. Во время гражданской войны в США воевал на стороне северян в звании полковника. Попал в распоряжение генерала Джона Фримонта. Командовал военным округом Сент-Луис, руководил сооружением 10 фортов в окрестностях города. Распространял агитацию Первого интернационала.
Умер от холеры в возрасте 48 лет.